# Space Man (пісня)
«Space Man» (укр. Космічна людина) — пісня британського співака та автора пісень Сема Райдера, з якою він представляв свою країну на Пісенному конкурсі Євробачення 2022 в Турині, Італія після внутрішнього відбору через TaP Music та BBC у січні 2022 року. Пісня була випущена як сингл 22 лютого 2022 року на лейблі Parlophone Records.
«Space Man» отримала позитивне визнання критиків, з похвалою за вокал Райдера, позитивним ставленням і бажанням побачити зміни у сприйнятті британською публікою та пресою власної країни на пісенному конкурсі Євробачення. Описаний як піднесений поп-трек, синг став одним з фаворитів серед громадськості на перемогу в конкурсі.
На конкурсі в Італії Райдер з піснею «Space Man» фінішував на другому місці Євробачення з 466 балами та посів перше місце за результатами голосування журі з 283 балами. Станом на 2023 рік це найкращий результат Великої Британії з 1998 року та перший результат у трійці найкращих з 2002 року.
Пісня «Space Man» була сертифікована золотою Британською асоціацією виробників фонограм (BPI).

## Пісенний конкурс Євробачення

### Внутрішній відбір
21 жовтня 2021 року, наступного дня після оприлюднення офіційного списку країн-учасниць Євробачення 2022, BBC оголосили про свої плани щодо британського національного відбору, де був обраний внутрішній процес у співпраці з TaP Music. Провідними артистами цієї компанії є, зокрема Дуа Ліпа, Еллі Голдінг і Лана Дель Рей.
Кейт Філліпс — головна редакторка BBC — заявила, що нова співпраця «дозволить BBC залучити деякі великі музичні таланти» і що мовник має «великі амбіції на конкурс 2022 року». 25 січня 2022 року TaP повідомили про початок складання шорт-листа потенційних виконавців для конкурсу — з відомими, новими та абсолютно новими артистами, які звернулися до них для проєкту Євробачення — і що вони працювали з BBC Radio 1 та ведучим і ді-джеєм радіо Скоттом Міллсом, щоб вибрати британського представника.
10 березня 2022 року учасником від Великої Британії був оголошений Сем Райдер з піснею «Space Man». Запис був оприлюднений Скоттом Міллсом у сніданковому шоу BBC Radio 1 з Грегом Джеймсом. Пізніше було оголошено, що TaP Music пожертвує свої консультаційні збори Migrant Offshore Aid Station, щоб підтримати тих, хто постраждав від російського вторгнення в Україну 2022 року.

### На Євробаченні
Пісенний конкурс Євробачення 2022 відбувся в PalaOlimpico в Турині, Італія. Два півфінали були проведені 10 та 12 травня, а фінал — 14 травня 2022 року. Оскільки Велика Британія входить до «Великої п'ятірки», країна кваліфікується безпосередньо до фіналу. Також Велика Британія голосувувала в другому півфіналі, де було показане промо-відео пісні «Space Man», як це завжди відбувається з піснями країн Великої п'ятірки та країни-господарки конкурсу.
Велика Британія стала лідеркою після голосування журі, проте після оголошення результатів голосування журі країна фінішувала на другому місці після України. Пісня «Space Man» отримала 183 бали від телеглядачів (5 місце) та 283 бали від професійного журі (1 місце). Різниця в балах з першим місцем склала 165 очок.

## Кавер-версії
Кавер на пісню «Space Man» виконали та поділилися ним в соцмережах нідерландська співачка й ютуберка Давіна Мішель, яка виступала в інтервал-акті Євробачення 2021 з піснею «The Power of Water», норвезький співак і скрипаль Олександр Рибак, а також шведський співак Монс Сельмерлев.
Також пісня була виконана шведською учасницею Євробачення 2022 Корнелією Джейкобс на сторінці в TikTok.

## Чарти

### Тижневі чарти
| Чарт (2022)                                 | Пікова позиція |
| ------------------------------------------- | -------------- |
| Австралія Digital Tracks (ARIA)             | 30             |
| Бельгія (Ultratop Flanders)                 | 22             |
| Німеччина Download (Official German Charts) | 12             |
| Global 200 (Billboard)                      | 93             |
| Греція (IFPI)                               | 51             |
| Ісландія (Plötutíðindi)                     | 5              |
| Ірландія (IRMA)                             | 22             |
| Литва (AGATA)                               | 13             |
| Нідерланди (Dutch Top 40)                   | 27             |
| Нідерланди (Mega Single Top 100)            | 71             |
| Словаччина (IFPI)                           | 46             |
| Швеція (Sverigetopplistan)                  | 15             |
| Швейцарія (Media Control AG)                | 45             |
| Туреччина (Radiomonitor Top 100)            | 48             |
| Велика Британія (Official Charts Company)   | 2              |

### Чарти на кінець року
| Чарт (2022)                    | Позиція |
| ------------------------------ | ------- |
| Бельгія (Ultratop 50 Flanders) | 72      |
| UK Singles (OCC)               | 66      |
| UK Singles Sales (OCC)         | 3       |

## Сертифікація
| Регіон          | Сертифікація | Сертифіковані од./продажі |
| --------------- | ------------ | ------------------------- |
| Велика Британія | Золото       | 479 000                   |

## Нагороди
| Рік  | Церемонія                                   | Категорія                             | Номінація                            | Результат | Пос.   |
| ---- | ------------------------------------------- | ------------------------------------- | ------------------------------------ | --------- | ------ |
| 2022 | Премія Марселя Безансона                    | Приз преси                            | Сем Райдер                           | Перемога  | [ 45 ] |
| 2022 | The Sky VIP Official Big Top 40             | UK Number One                         | «Space Man»                          | Перемога  | [ 46 ] |
| 2022 | Edinburgh International Television Festival | ТВ Момент року                        | «Space Man» — Eurovision Performance | Номінація | [ 47 ] |
| 2022 | Eurovision Awards                           | Найкраще відео                        | «Space Man»                          | Перемога  | [ 48 ] |
| 2022 | ESC Eurovision Radio Awards                 | Найкраща пісня & Найкращий виконавець | «Space Man»                          | Перемога  | [ 49 ] |